# Кунгирбайтобе
Кунгирбайтобе — остатки средневекового городища. Расположено возле аула Тастобе Жамбылского района Жамбылской области. Исследовано в 1936 году Жетысуской археологической экспедицией (руководитель А. Н. Бернштам). Сохранившийся удлинённый холм (260х180) состоит из 2 этажей. Высота нижней части 2,2 м, высота верхнего, или средней части 6,5 м. Найдены остатки различной посуды. За территорией города сохранились остатки древних сооружений. Вещи, найденные во время исследований, свидетельствуют о том что жители города занимались животноводством, земледелием.